# Cabana de volta I (Guissona)
La Cabana de volta I és una obra de Guissona (Segarra) protegida com a Bé Cultural d'Interès Local.

## Descripció
Cabana de volta construïda amb pedra i fusta. S'ha emprat petits carreus de pedra picada disposats en filades. La façana d'ingrés, orientada a sud, presenta una entrada amb brancals i llinda de pedra. A la llinda hi ha la data de 1911. La característica pròpia d'aquesta construcció és que arrenca a partir del marge cap a l'interior de la terrassa on hi ha el camp de conreu. A l'interior s'observa la coberta amb mitja volta de canó. Els camps de conreu i el poble de Guarda-si-vens són l'entorn més immediat.
La cabana és una construcció característica que es trobava a les finques allunyades del poble, donava cobert al pagès i a la mula a l'hora de descansar al migida i servia d'aixopluc en cas de mal temps.
S'arriba a la cabana per la carretera L-313a, direcció a Guarda-si-vens. S'agafa el desviament direcció Selvanera, i el primer camí a la dreta. Es segueix aquest camí a uns 800m, i s'observa a l'esquerra en un camp pròxim. Caminant s'hi arriba fent uns 300 m.